# Mezei nyúl

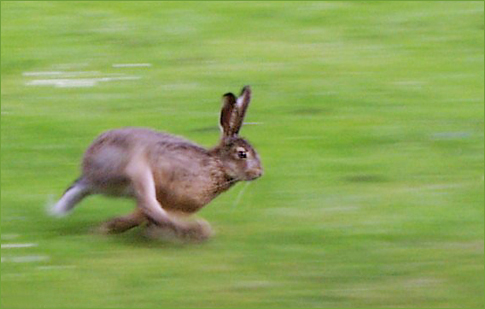
Futó mezei nyúl

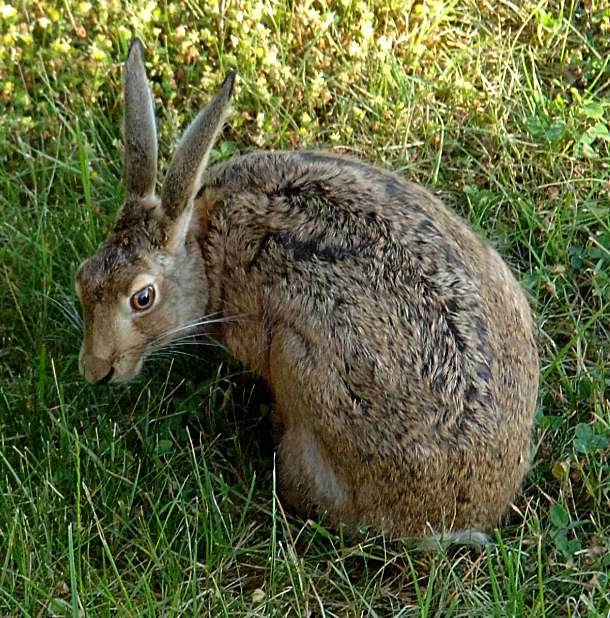

A mezei nyúl (Lepus europaeus) az emlősök (Mammalia) osztályának nyúlalakúak (Lagomorpha) rendjébe, ezen belül a nyúlfélék (Leporidae) családjába tartozó faj.

## Előfordulása
Európa és Ázsia nyugati felén él természetes körülmények között, de a világ számos területére, így Írországba, Észak-Amerika keleti részébe, Barbados, Argentína, Chile, a Falkland-szigetek, Réunion, Ausztrália és Új-Zéland területére is betelepítették. Tartózkodási helye a mező, erdővel határos szántóföldek és kertek. Néhol megosztja területét a havasi nyúllal.

## Alfajai
- Lepus europaeus caspicus - Kaszpi mezei nyúl, a Kaszpi-tenger környéke
- Lepus europaeus connori
- Lepus europaeus creticus - Krétai mezei nyúl, Kréta
- Lepus europaeus cyprius - Ciprusi mezei nyúl, Ciprus
- Lepus europaeus cyrensis
- Lepus europaeus europaeus - Európai mezei nyúl, Nyugat-Európa
- Lepus europaeus hybridus
- Lepus europaeus judeae
- Lepus europaeus karpathorum - Kárpáti mezei nyúl
- Lepus europaeus medius - Közép-európai nyúl
- Lepus europaeus occidentalis
- Lepus europaeus parnassius
- Lepus europaeus ponticus
- Lepus europaeus rhodius
- Lepus europaeus syriacus - Szír mezei nyúl, Közel-Kelet
- Lepus europaeus transsylvanicus - Erdélyi mezei nyúl, Erdély

## Megjelenése
Testhossza 50-70 centiméter, farokhossza 7-11 centiméter, testtömege 2500-6500 gramm. Színe szürke. Hátsó, erős lábai segítségével képes akár a 70 kilométer/órás sebességet is elérni. Feje karcsúbb és nyújtottabb, mint az üregi nyúlé. Füle hosszú. A hátsó lábaikon 4 ujj, míg a rövidebb mellső lábakon 5 ujj található.[forrás?] Oldalra néző szem.

## Életmódja
Jellegzetes menekülő állat, amit a hosszú fül, nagy szem, kifinomult szaglóérzék és hosszú lábak is jeleznek. Veszély közeledtekor meglapul egy gödörben, fülét hátraengedi. Alkonyatkor, miközben legel, feltűnően lassan mozog, és laposan a földhöz simul. Magányosan él. Csak a szaporodási időben látható párosával vagy kisebb csoportokban. Rendszerint ragaszkodik megszokott területéhez. Jelöléssel kimutatták azonban, hogy kisebb-nagyobb vándorutakat is megtesz. 1928-ban tömeges vonulását figyelték meg Ukrajnában, amit nyilvánvalóan a szokatlanul nagy hóesés váltott ki. A legtöbb állat a vándorlás során elpusztult.
Minden ehető növényi részt elfogyaszt, legjobban a zsenge, nedves hajtásokat szereti. Tavasszal a fiatal vetésben tartózkodik és ezt eszi. Később lóherét és a lucernát keresi fel, aratás után a kukorica-, burgonya- és répaföldekre vonul, majd később a fiatal őszi vetéseket és káposztáskerteket látogatja. Télen, ha nagy a hó, behúzódik a kertek és a szérűk környékére és ilyenkor a gyümölcsösökben, faiskolákban, csemetekertekben rágásával hatalmas károkat tehet. Különösen a fehér akác fiatal csemetéit rágja előszeretettel.

### Ellenségei

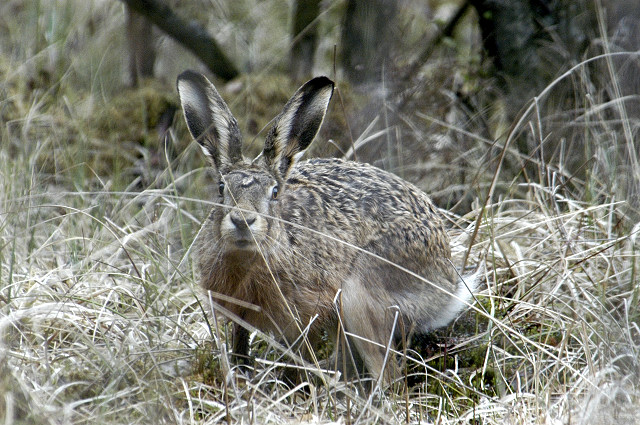

A nagy termetű ragadozómadaraknak, rókáknak, farkasoknak, a kóbor kutyáknak és a menyétféléknek, köztük a közönséges görénynek és a nyestnek esik áldozatul. Elsősorban a beteg vagy a fiatal, tapasztalatlan állatokat ejtik zsákmányul. A kifejlett nyulak olyan rendkívül gyorsan futnak, hogy cikcakkban vágtázva majdnem minden üldözőjüket messze maguk mögött tudják hagyni. Ekkor veszik hasznát annak is, hogy teljes körben látnak, csakúgy, mint az üregi nyúl, hiszen ily módon szemmel tudják tartani üldözőjük mozgását.

## Szaporodása
A párzási időszakukat bagzásnak nevezzük, általában március-áprilisra esik. A nőstény évente 2-3-szor fial, az első alomnál egyet-kettőt, a másodiknál azonban már 2-5 kölyköt, az egyéves vagy az öreg példányok inkább kevesebbet. Az utódok a szabadban születnek, nem egy föld alatti üregben, mint az üregi nyúlnál. Eltérnek abban is, hogy már röviddel születésük után látnak, és el is tudnak futni. Rejtekhelyükön lapulnak - még nincs szaguk -, és várják anyjukat, hogy jöjjön szoptatni. Bundájuk védi őket a kihűléstől, bár a nedvességre nagyon érzékenyek. De nemcsak ebben a tekintetben különböznek az üregi nyúltól, hanem udvarlási szokásaikban is: a mezei nyulak tavasszal meghatározott helyeken gyülekeznek. A hímek itt fel-alá kergetik a nőstényeket. Ahol sok van belőlük, 4-8 nyulat is láthatunk, amint vad hajszában száguldoznak egymás után, keresztül a szántóföldön. Az egymást üldöző nyulak se látnak, se hallanak, és így tavasszal gyakran esnek a közlekedés áldozatául.

## Vadgazdálkodási és vadászati jelentősége
A mezei nyúl Magyarország legfontosabb szőrmés apróvadja. Társas vadászatokon (nyúlhajtások) vadászható. A vadgazdálkodás számára szintén fontos az élő nyulak befogása, melyeket főleg Olaszországba exportálnak. Évente mintegy 80-100 ezer nyulat lőnek, illetve 30-45 ezer élő nyulat értékesítenek.
Húsa ízletes, de jellegzetes vadas ízét nem mindenki kedveli. Szőrméje nem túl értékes, de eladható.

## Egyéb
A mezei nyúl az egyik legfontosabb apróvad, ezért már sok éve gondosan számon tartják: egyedül Németországban évente körülbelül egymillió mezei nyulat lőnek. További százezer példány esik a közlekedés áldozatául. A vadászstatisztikák azonban azt bizonyítják, hogy az állományok mindezt képesek hosszú távon is ellensúlyozni. Bár vannak jó és kevésbé jó „nyulas évek”, a tendencia összességében inkább növekedést, mint csökkenést mutat. 1936-39-ig a teríték átlagosan alig 937 000 nyulat tett ki, 1971-75-ig viszont 1,2 milliót, az 1974-75-ös vadászati évben rekordot értek el, 1 333 749 nyulat lőttek. Ezután azonban a terítékek nagyon gyorsan lecsökkentek, olyannyira, hogy majdhogynem állomány-összeomlásról kellett beszélni.
Feltételezik, hogy a modern mezőgazdaság a földeket a nyulak számára túlnyomórészt kedvezőtlen élőhellyé teszi. Sok mezei nyúl végét jelenti, hogy a nyár derekán egyszer csak megkezdődik az aratás, és óriási területeken néhány nap alatt táplálék nélkül maradnak. Betakarítás után ugyanis gyakran azonnal felszántják a földeket. A nyulak bonyolult társadalmi rendje ekkor teljesen összeomlik. Az állatok kénytelenek a megmaradt területeken összezsúfolódni. E zsúfolt helyeken megnő a fertőzésveszély, és nyár végén a fiatal állatokon a járványszerűen fellépő bélgyulladás (kokcidiózis) söpör végig. A néhány túlélő, bár maga ellenállóvá válik a betegségre, hordozza annak kórokozóját, ami állandó veszélyt jelent az utódok számára. Így helyenként megpróbálják gyógyszert tartalmazó csalétkek kirakásával megóvni a nyúlállományt a fertőzéstől.
A nyulak különösen nedves időjárás esetén hajlamosak a betegségre. Ez is arra utal, hogy a keleti, száraz, meleg sztyeppékről és sztyeppszerű élőhelyekről származnak. Közép- és Nyugat-Európa megművelt tájaira a mezei nyúl csak abban a korban tudott bevándorolni, amikor a nagy erdőirtások megnyitották számára ezt az új élőhelyet. Elsősorban a kisparaszti gazdálkodás kínált a sok mezsgyével, a szűk parcellákkal, a mezei termények állandó váltásával olyan kedvező élőhelyet, hogy a mezei nyúl itt lényegesen sűrűbb állományt tudott kialakítani, mint eredeti hazájában. A megművelt területeken egész évben talál magának friss zöldséget, még télen is, amikor a föld egy része fel van szántva. A táplálékbőség azonban önmagában nem képes megszüntetni az élősködők és betegségek okozta bajokat, ezek az időjárástól függően továbbra is veszélyt jelentenek.
Bár az üregi nyulak föld alatti üregükben egész jól átvészelik a hideg, esős időket, hiszen járataik szárazak maradnak, mégis nagyon érzékenynek bizonyulnak a betegségekkel, különösen a myxomatózissal szemben, ami érdekes módon a mezei nyulat nem támadja meg. Így lehetséges, hogy a mezei nyulak számának visszaesését az elmúlt években erősen befolyásolta az időjárás, bár a tartósan kedvező időben is csak lassan szedi össze magát az állomány, ami nem sok okot ad az optimizmusra. Talán az élőhelyek szennyezettsége időközben már olyan mértéket ért el, hogy még az igénytelen, kevésbé érzékenynek számító fajok is tartósan károsodtak. Így előfordulhat, hogy a nyúl környezetünk minőségének fontos indikátora lesz. Az egyre kisebb terítékek sokkal többet jelentenek, mint csupán azt, hogy kevesebb lesz a vadhús.

## Szakirodalom
- Izrael, G. (szerk.) 1973. Apróvadtenyésztés. Mezeinyúl. A vadgazdálkodás fejlesztése. 7. MÉM Vadászati és Vadgazdálkodási Főosztálya, Budapest, 50pp.
- Izrael, G. (szerk.) 1975. Apróvadgazdálkodás. Mezeinyúl. A vadgazdálkodás fejlesztése. 15. MÉM Vadászati és Vadgazdálkodási Főosztálya, Budapest, 109pp.
- Kovács, G. és Heltay, I. 1985. A mezeinyúl. Ökológia, gazdálkodás, vadászat. Hubertus Bt. és a Magyar Mezőgazdaság Kft. kiadványa, Budapest. 177pp. (2. kiadás)